# Pan Wei
Pan Wei (潘巍S, Pān WēiP; Fuxin, 11 giugno 1978) è un'ex cestista cinese.

## Carriera
Con la Cina ha disputato i Giochi olimpici di Atene 2004 e i Campionati del mondo del 2002.